# Campionato asiatico e oceaniano maschile di pallavolo 2011
Il XVI campionato asiatico e oceaniano maschile di pallavolo si è svolto dal 21 al 29 settembre 2011 a Tehran, in Iran. Al torneo hanno partecipato 16 squadre nazionali asiatiche ed oceaniane e la vittoria finale è andata per la prima volta al Iran.

## Impianti
|                                                                        |                                                                    |
|                                                                        |                                                                    |
| Azadi Indoor Stadium Città: Tehran Capienza: 12.000 Anno d'apertura: ? | Azadi Volleyball Hall Città: Tehran Capienza: ? Anno d'apertura: ? |

## Gironi
Dopo la prima fase, le prime due classificate del girone A e C hanno acceduto al girone E, mentre le prime due classificate del girone B e D hanno acceduto al girone F, conservando il risultato dello scontro diretto; analogamente la terza e la quarta classificata dei gironi A e C hanno acceduto al girone G, mentre la terza e la quarta classificata dei gironi B e D hanno acceduto al girone H, conservando il risultato dello scontro diretto. Al termine della seconda fase, le squadre del girone E e F hanno acceduto ai quarti di finale per il primo posto, mentre le prime due classificate del girone G e H hanno acceduto alle semifinali per il nono posto, mentre le ultime due classificate del girone G e H hanno acceduto alle semifinali per il tredicesimo posto. Le squadre sconfitte ai quarti di finale hanno acceduto alle semifinali per il quinto posto.
| Girone A                             | Girone B                            | Girone C                                | Girone D                                   |
| ------------------------------------ | ----------------------------------- | --------------------------------------- | ------------------------------------------ |
| Afghanistan India Iran Taipei cinese | Cina Indonesia Sri Lanka Uzbekistan | Giappone Kazakistan Pakistan Thailandia | Australia Corea del Sud Qatar Turkmenistan |

## Fase finale

### Finali 1º e 3º posto
|  | Quarti di finale | Quarti di finale |           |           | Semifinali         | Semifinali         |  |  | Finale 1º/2º posto | Finale 1º/2º posto |
|  |                  |                  |           |           |                    |                    |  |  |                    |                    |
|  |                  |                  |           |           |                    |                    |  |  |                    |                    |
|  |                  |                  |           |           |                    |                    |  |  |                    |                    |
|  | Iran             | 3                |           |           |                    |                    |  |  |                    |                    |
|  | Iran             | 3                |           |           |                    |                    |  |  |                    |                    |
|  | Sri Lanka        | 0                |           |           |                    |                    |  |  |                    |                    |
|  | Sri Lanka        | 0                | Iran      | 3         |                    |                    |  |  |                    |                    |
|  |                  |                  | Iran      | 3         |                    |                    |  |  |                    |                    |
|  |                  | Corea del Sud    | 1         |           |                    |                    |  |  |                    |                    |
|  | Corea del Sud    | Corea del Sud    | 1         | 3         |                    |                    |  |  |                    |                    |
|  | Corea del Sud    |                  |           | 3         |                    |                    |  |  |                    |                    |
|  | Giappone         | 2                |           |           |                    |                    |  |  |                    |                    |
|  | Giappone         | 2                | Iran      | 3         |                    |                    |  |  |                    |                    |
|  |                  |                  | Iran      | 3         |                    |                    |  |  |                    |                    |
|  |                  | Cina             | 1         |           |                    |                    |  |  |                    |                    |
|  | Australia        | Cina             | 1         | 3         |                    |                    |  |  |                    |                    |
|  | Australia        |                  |           | 3         |                    |                    |  |  |                    |                    |
|  | Pakistan         | 1                |           |           |                    |                    |  |  |                    |                    |
|  | Pakistan         | 1                | Australia | 2         | Finale 3º/4º posto | Finale 3º/4º posto |  |  |                    |                    |
|  |                  |                  | Australia | 2         | Finale 3º/4º posto | Finale 3º/4º posto |  |  |                    |                    |
|  |                  | Cina             | 3         |           |                    |                    |  |  |                    |                    |
|  | India            | Cina             | 3         | 0         | Corea del Sud      | 3                  |  |  |                    |                    |
|  | India            |                  |           | 0         | Corea del Sud      | 3                  |  |  |                    |                    |
|  | Cina             | 3                |           | Australia | 1                  |                    |  |  |                    |                    |
|  | Cina             | 3                |           |           | 1                  |                    |  |  |                    |                    |
|  |                  |                  |           |           |                    |                    |  |  |                    |                    |
|  |                  |                  |           |           |                    |                    |  |  |                    |                    |

### Finale 5º e 7º posto
|  | Semifinali | Semifinali | Semifinali |       |          | Finale 5º/6º posto | Finale 5º/6º posto | Finale 5º/6º posto |  |
|  |            |            |            |       |          |                    |                    |                    |  |
|  | Sri Lanka  | Sri Lanka  | 0          |       |          |                    |                    |                    |  |
|  | Sri Lanka  | Sri Lanka  | 0          |       |          |                    |                    |                    |  |
|  | Giappone   | Giappone   | 3          |       |          |                    |                    |                    |  |
|  | Giappone   | Giappone   | 3          |       | Giappone | Giappone           | 3                  |                    |  |
|  |            |            |            |       | Giappone | Giappone           | 3                  |                    |  |
|  |            |            | India      | India | 2        |                    |                    |                    |  |
|  | Pakistan   | Pakistan   | India      | India | 2        | 1                  |                    |                    |  |
|  | Pakistan   | Pakistan   |            |       |          | 1                  |                    |                    |  |
|  | India      | India      | 3          |       |          | Finale 7º/8º posto | Finale 7º/8º posto | Finale 7º/8º posto |  |
|  | India      | India      | 3          |       |          |                    |                    |                    |  |
|  |            |            |            |       |          |                    |                    |                    |  |
|  |            |            |            |       |          | Sri Lanka          | Sri Lanka          | 0                  |  |
|  |            |            |            |       |          | Sri Lanka          | Sri Lanka          | 0                  |  |
|  |            |            |            |       |          | Pakistan           | Pakistan           | 3                  |  |

### Finale 9º e 11º posto
|  | Semifinali | Semifinali | Semifinali |            |            | Finale 9º/10º posto  | Finale 9º/10º posto  | Finale 9º/10º posto  |  |
|  |            |            |            |            |            |                      |                      |                      |  |
|  | Kazakistan | Kazakistan | 3          |            |            |                      |                      |                      |  |
|  | Kazakistan | Kazakistan | 3          |            |            |                      |                      |                      |  |
|  | Qatar      | Qatar      | 2          |            |            |                      |                      |                      |  |
|  | Qatar      | Qatar      | 2          |            | Kazakistan | Kazakistan           | 3                    |                      |  |
|  |            |            |            |            | Kazakistan | Kazakistan           | 3                    |                      |  |
|  |            |            | Thailandia | Thailandia | 0          |                      |                      |                      |  |
|  | Indonesia  | Indonesia  | Thailandia | Thailandia | 0          | 0                    |                      |                      |  |
|  | Indonesia  | Indonesia  |            |            |            | 0                    |                      |                      |  |
|  | Thailandia | Thailandia | 3          |            |            | Finale 11º/12º posto | Finale 11º/12º posto | Finale 11º/12º posto |  |
|  | Thailandia | Thailandia | 3          |            |            |                      |                      |                      |  |
|  |            |            |            |            |            |                      |                      |                      |  |
|  |            |            |            |            |            | Qatar                | Qatar                | 2                    |  |
|  |            |            |            |            |            | Qatar                | Qatar                | 2                    |  |
|  |            |            |            |            |            | Indonesia            | Indonesia            | 3                    |  |

### Finale 13º e 15º posto
|  | Semifinali    | Semifinali    | Semifinali   |              |               | Finale 13º/14º posto | Finale 13º/14º posto | Finale 13º/14º posto |  |
|  |               |               |              |              |               |                      |                      |                      |  |
|  | Taipei cinese | Taipei cinese | 3            |              |               |                      |                      |                      |  |
|  | Taipei cinese | Taipei cinese | 3            |              |               |                      |                      |                      |  |
|  | Uzbekistan    | Uzbekistan    | 0            |              |               |                      |                      |                      |  |
|  | Uzbekistan    | Uzbekistan    | 0            |              | Taipei cinese | Taipei cinese        | 3                    |                      |  |
|  |               |               |              |              | Taipei cinese | Taipei cinese        | 3                    |                      |  |
|  |               |               | Turkmenistan | Turkmenistan | 2             |                      |                      |                      |  |
|  | Turkmenistan  | Turkmenistan  | Turkmenistan | Turkmenistan | 2             | 3                    |                      |                      |  |
|  | Turkmenistan  | Turkmenistan  |              |              |               | 3                    |                      |                      |  |
|  | Afghanistan   | Afghanistan   | 1            |              |               | Finale 15º/16º posto | Finale 15º/16º posto | Finale 15º/16º posto |  |
|  | Afghanistan   | Afghanistan   | 1            |              |               |                      |                      |                      |  |
|  |               |               |              |              |               |                      |                      |                      |  |
|  |               |               |              |              |               | Uzbekistan           | Uzbekistan           | 1                    |  |
|  |               |               |              |              |               | Uzbekistan           | Uzbekistan           | 1                    |  |
|  |               |               |              |              |               | Afghanistan          | Afghanistan          | 3                    |  |

## Classifica finale
| Classifica | Squadre       | Qualificazione       |
| ---------- | ------------- | -------------------- |
|            | Iran          | Coppa del Mondo 2011 |
|            | Cina          | Coppa del Mondo 2011 |
|            | Corea del Sud |                      |
| 4          | Australia     |                      |
| 5          | Giappone      |                      |
| 6          | India         |                      |
| 7          | Pakistan      |                      |
| 8          | Sri Lanka     |                      |
| 9          | Kazakistan    |                      |
| 10         | Thailandia    |                      |
| 11         | Indonesia     |                      |
| 12         | Qatar         |                      |
| 13         | Taipei cinese |                      |
| 14         | Turkmenistan  |                      |
| 15         | Afghanistan   |                      |
| 16         | Uzbekistan    |                      |